# Mattia Binotto
Mattia Binotto (Losanna, 3 novembre 1969) è un ingegnere e dirigente sportivo italiano.
Dal 1995 ha ricoperto il ruolo di ingegnere motorista per Ferrari per poi diventarne nel 2019 team principal, posizione mantenuta fino al 2022. Nel luglio del 2024 viene nominato nuovo direttore tecnico della Stake F1 Team, in sostituzione di Andreas Seidl ed Oliver Hoffmann.

## Biografia
Cresciuto in Svizzera, nel 1994 si laurea in ingegneria meccanica presso il politecnico federale di Losanna; successivamente consegue un master in ingegneria dell'autoveicolo presso il dipartimento di ingegneria "Enzo Ferrari" (DIEF) dell'Università degli Studi di Modena e Reggio Emilia.

### L'esperienza in Ferrari (1995-2022)
Nel 1995 entra in Scuderia Ferrari come ingegnere motorista nella squadra test mentre nel 1997 passa al reparto corse in Formula 1, partecipando ai trionfi dell'era Schumacher sotto la presidenza di Luca di Montezemolo e la direzione di Jean Todt.
Divenuto ingegnere dei motori da gara nel 2004, nel 2007 assume il ruolo di capo ingegnere, corse e montaggio mentre nel 2009 quello di responsabile delle operazioni motore e KERS con Paolo Martinelli; diventa poi vicedirettore motore ed elettronica con Luca Marmorini e infine direttore del reparto power unit nel 2014, per volontà del presidente Sergio Marchionne; il manager italo-canadese lo aveva scelto come dirigente di riferimento e referente personale, convinto dalla svolta tecnica che Binotto era riuscito a imprimere nel campionato 2015 rispetto alla deludente stagione precedente.
Il 27 luglio 2016 viene nominato direttore tecnico della Ferrari, in sostituzione di James Allison. Il 7 gennaio 2019 subentra a Maurizio Arrivabene quale Team Principal della Scuderia; mantiene il doppio incarico per qualche mese, lasciando il ruolo di direttore tecnico dal Gran Premio di Monaco dello stesso anno.
Nonostante il secondo posto conquistato nel 2022 nel campionato costruttori, il 29 novembre dello stesso anno, dopo 28 anni di lavoro in Ferrari decide di rassegnare le dimissioni, venendo sostituito l'anno seguente da Frédéric Vasseur.

### L'anno sabbatico e il passaggio in Audi (2023-oggi)
Terminato il periodo di gardening leave a seguito dell'addio alla Scuderia Ferrari, Binotto entra a far parte di TEXA all'inizio del 2024, in qualità di consigliere delegato.
Ricopre tale incarico fino alla metà della stagione: a metà luglio, infatti, annuncia il suo rientro in Formula 1, combinando le posizioni di Chief Operating and Chief Technical Officer della scuderia Stake F1 Team Kick Sauber, frattanto divenuta di proprietà del colosso dell'automotive Audi in preparazione del debutto di quest'ultima nella classe regina del motorsport a partire dal 2026.

## Vita privata
È sposato e ha due figli. Vive nel comune di Canossa, sull'Appennino reggiano. È un tifoso dell'Inter.